# North Prosser
North Prosser az Amerikai Egyesült Államok északnyugati részén, Washington állam Benton megyéjében elhelyezkedő önkormányzat nélküli település.
A helység a Northern Pacific Railway 1917-ben megnyílt vasútállomása körül jött létre. A település nevét a Prossertől északra való fekvése miatt kapta.

## Fordítás
- Ez a szócikk részben vagy egészben  a   North Prosser, Washington című angol Wikipédia-szócikk ezen változatának fordításán alapul.  Az eredeti cikk szerkesztőit annak laptörténete sorolja fel. Ez a jelzés csupán a megfogalmazás eredetét és a szerzői jogokat jelzi, nem szolgál a cikkben szereplő információk forrásmegjelöléseként.